# Falkenberg (Niederbayern)

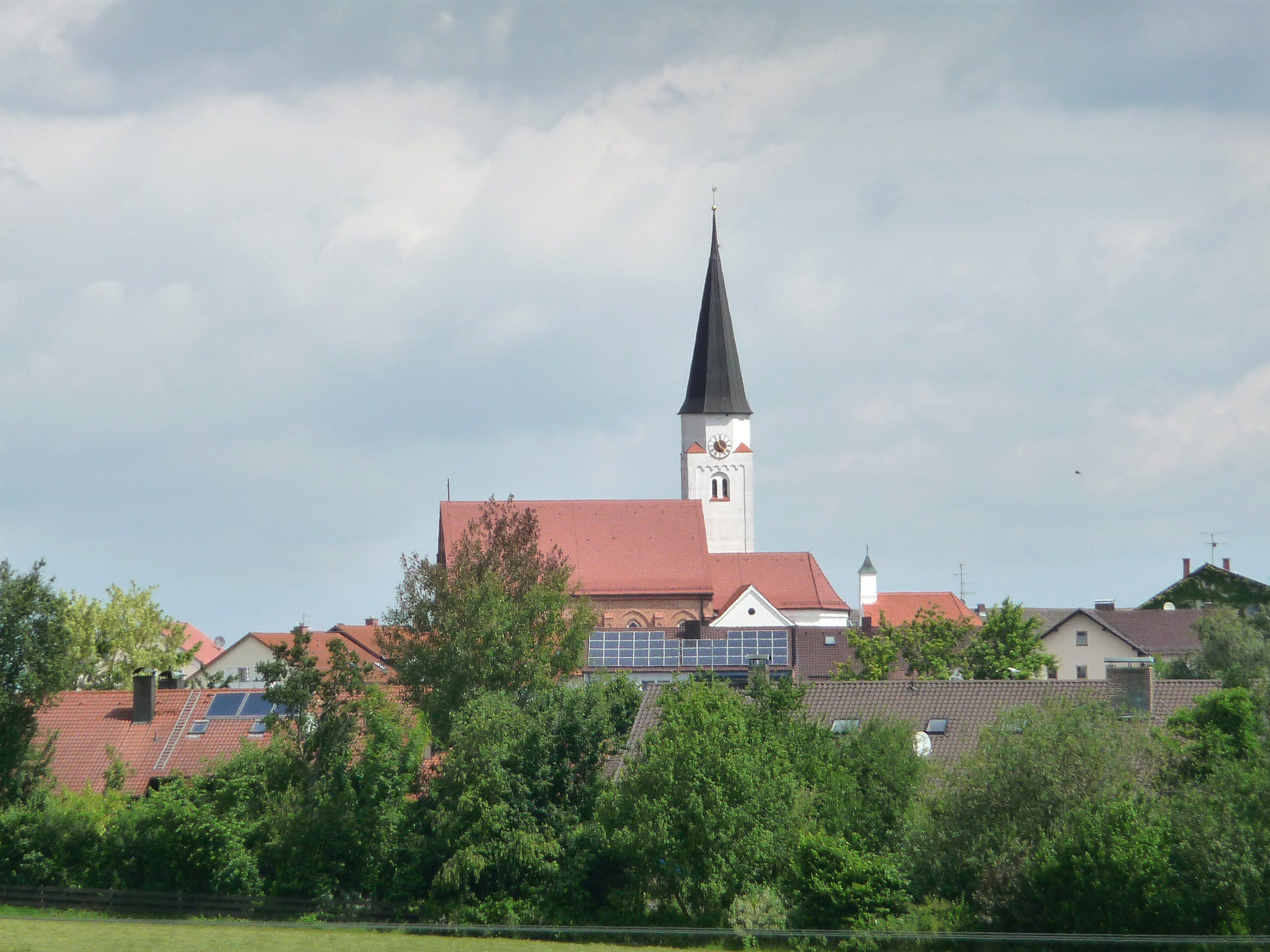
Die Pfarrkirche St. Laurentius

Falkenberg ist eine Gemeinde im niederbayerischen Landkreis Rottal-Inn. Das gleichnamige Pfarrdorf ist Sitz der Verwaltungsgemeinschaft Falkenberg.

## Geografie

### Geografische Lage
Falkenberg liegt in der Region Landshut direkt an der B 20 etwa sieben Kilometer nördlich von Eggenfelden, 19 km nordwestlich der Kreisstadt Pfarrkirchen, 26 km südlich von Landau sowie 32 km östlich von Vilsbiburg. Die nächste Bahnstation ist der Bahnhof Eggenfelden an der Bahnstrecke Passau–Neumarkt-Sankt Veit.

### Gemeindegliederung
Es gibt 106 Gemeindeteile:
- Altgmain
- Amelgering
- Amersöd
- Ammersreit
- Au
- Berg
- Brandhub
- Brandstetten
- Bromberg
- Brunning
- Bürchen
- Burgmair
- Diepoltsberg
- Diepoltskirchen
- Döttenau
- Ed
- Eggerding
- Elpersdorf
- Falkenberg
- Fünfleiten
- Furth
- Geiersberg
- Gmain
- Gmainbauer
- Gmainjodl
- Goldbrunn
- Greßfurt
- Großkay
- Guglmucken
- Hausleiten
- Heinzing
- Heißprechting
- Heuwies
- Hiebl
- Hinterholzen
- Hochholzen
- Hofstetten
- Höllerthal
- Horading
- Kasten
- Kronleiten
- Kugler
- Kumpfmühl
- Latzelsberg
- Lechertsreuth
- Lehen
- Liedlstraß
- Löfflberg
- Mertsee
- Mitterbinder
- Mitterhamberg
- Neugmain
- Nußdorf
- Oberbinder
- Obereisbach
- Obereschlbach
- Oberhamberg
- Oberhöft
- Oberkettendorf
- Oberremmelsberg
- Obersteinbach
- Ofen
- Ortholbing
- Paint
- Pendlöd
- Perterting
- Pfirsting
- Plöcking
- Ponzaunöd
- Ranzing
- Rauschöd
- Reiser
- Remmelsberg b.Altgmain
- Remmelsberg b.Falkenberg
- Reuth
- Ruderfing
- Saliter
- Salling
- Schern
- Schnarrmühl
- Schöfbach
- Schönbach
- Schönberg
- Sillaching
- Sparöd
- Spielberg
- Starzenberg
- Stetten b.Falkenberg
- Stetten b.Taufkirchen
- Stockhäusel
- Stopfen
- Sulzbach
- Taufkirchen
- Unterbinder
- Untereisbach
- Unterhamberg
- Unterkettendorf
- Unterremmelsberg
- Unterrimbach
- Untersteinbach
- Vogging
- Volksdorf
- Wald
- Wendling
- Wölfing
- Zell

Es gibt die Gemarkungen Diepoltskirchen, Falkenberg, Fünfleiten, Zell und Taufkirchen.

## Geschichte

### Bis zur Gemeindegründung
Die erste Erwähnung Falkenbergs stammt aus dem Jahre 1011 in einem Schenkungsbrief an das Bistum Bamberg. Vermutlich entstand der Sitz Falkenberg auf dem Boden des Hochstiftes Bamberg, denn 1011/12 schenkte König Heinrich II. dem Hochstift u. a. Besitz in Valchonaperc im Isengau. Allerdings hat auch das Hochstift Freising nachweislich um 1158–84 hier Besitzungen. Diesem Ort zuzuordnen sind 1158–1184 Rapoto et Burchardus et Udalricus de Valchenberch et frates eius Chunrad Scachmann et pater eius Heinricus Schachmann. Welchen Stands sie waren, ist nicht genau zu eruieren. Eventuell könnte noch ein Hugo de Valchenberch, der um 1190 in Begleitung einer Gräfin Elisabeth von Ortenburg aufscheint, auf diesen Ort bezogen werden.
Im Jahre 1403 wurden der Tetenpeck zu Falkenberg genannt, 1406 wurde Hans Tatenbeck als Eigentümer des Sitzes bezeichnet. Die herzogliche Belehnung des Hans Tattenbach ist laut Lehenbuch auf den Beginn des 15. Jahrhunderts zu datieren. Dieser Hans Tattenbach erscheint bis Mitte des 15. Jahrhunderts in diversen Funktionen (z. B. als Siegler) (1416–1443).
Etwa 1455 wird unter den Edelleuten des Gerichts Eggenfelden Balthasar Kienberger zu Falkenberg genannt; auch am 29. September 1471 erscheint dieser als Siegler einer Urkunde. Als Nächstes ist die Familie der Schachner hier zu nennen: Hans Schachner zu Falkenberg wird auf der Landtafel immatrikuliert (1510–78). Weitere Mitglieder dieser Familie sind ein Siegmund und ein Wolfgang; mit Letzterem stirbt die Familie im Mannesstamm aus. Durch die Heirat der Benigna, Tochter des Wolfgang Schachner mit Gottfried Tattenbach zu Hausbach und Kirchberg kommt der Besitz wieder an die Tattenbachs.
Nach dem Tod des Heinrich Christian Graf von Tattenbach am 3. Oktober 1821 gingen alle seine Besitzungen im Gericht Eggenfelden an seinen Universalerben Max Joseph Maria Graf von Arco auf Valley über. 1803 war der eigenständige Ort Falkenberg dem Landgericht Eggenfelden des Kurfürstentums Bayern inkorporiert. Unter den Grafen Arco wurden die Hofmarken Falkenberg, Hofau, Kirchberg, Sallach, Taufkirchen und der Sitz Griesberg im Patrimonialgericht Sallach zusammengefasst. Im Zuge der Verwaltungsreformen in Bayern entstand mit dem Gemeindeedikt von 1818 die heutige Gemeinde.

### Eingemeindungen
Im Zuge der Gebietsreform in Bayern wurde die Gemeinde Oberhöft (bis zum 2. Januar 1952 Diepoltskirchen II) am 1. Januar 1970 mit Falkenberg zur neuen Gemeinde Falkenberg zusammengelegt. Am 1. Januar 1972 kamen Gebietsteile der aufgelösten Gemeinde Taufkirchen hinzu. Am 1. Januar 1974 wurde Fünfleiten (mit dem am 1. Juli 1971 eingegliederten Diepoltskirchen, bis zum 2. Januar 1952 Diepoltskirchen I) eingegliedert. Zell und Gebietsteile der Gemeinde Unterdietfurt (Teile von Huldsessen) folgten am 1. Mai 1978. Der Zeller Bürgermeister Franz Pichlmeier wurde zum Bürgermeister der vergrößerten Gemeinde Falkenberg gewählt. Im Jahr 1983 wurden die Gebietsteile der ehemaligen Gemeinde Huldsessen wieder nach Unterdietfurt umgegliedert.

### Einwohnerentwicklung
Zwischen 1988 und 2018 wuchs die Gemeinde von 3503 auf 3778 um 275 Einwohner bzw. um 7,9 %.
- 1961: 3232 Einwohner
- 1970: 3069 Einwohner
- 1987: 3480 Einwohner
- 1991: 3656 Einwohner
- 1995: 3753 Einwohner
- 2000: 3826 Einwohner
- 2005: 3939 Einwohner
- 2010: 3843 Einwohner
- 2015: 3745 Einwohner
- 2024: 3900 Einwohner

### Kirche Sankt Laurentius
Der mittelalterliche Turmunterbau der Kirche stammt vermutlich aus dem 13. Jahrhundert. Der Kirchenchor stammt aus dem 15. Jahrhundert, wobei der Rest der Kirche in modern-gotischem Baustil im Jahre 1857 erbaut wurde.
Die spätgotische Kirche wurde auf einer ehemaligen Schlosskapelle aufgebaut. Der einzige Originalteil der Kapelle ist das heutige Presbyterium. Darunter befindet sich eine Gruft, in der einige Ritter der Tattenbacher beerdigt wurden.
In den 1960er Jahren wurde die Kirche renoviert, wobei viele Wandmalereien und die beiden Seitenaltäre verloren gingen.
1995 bis 1997 wurde die Kirche erneut renoviert, wobei das Dach und der Turm im Vordergrund standen; des Weiteren wurden neue Deckengemälde und Seitenaltäre hinzugefügt.
Am 16. September 2001 erhielt Falkenberg eine neue Kirchenorgel.

## Politik

### Bürgermeisterin
Erste Bürgermeisterin ist seit 2014 Anna Nagl (Wählergemeinschaft Falkenberg). Ihr Vorgänger war seit 1972 Franz Pichlmeier (CSU/Freie Wählergemeinschaft).

### Wappen
| | Blasonierung: „Unter goldenem Schildhaupt, darin ein blauer Bogen, in Rot ein flugbereiter silberner Falke.“ |
| Wappenbegründung: Der Falke ist redendes Bild für den Gemeindenamen. Der blaue Bogen im goldenen Feld entspricht dem Familienwappen der Grafen Arco, deren Patrimonialgericht II. Klasse Sallach die ehemalige Hofmark Falkenberg von 1821 bis 1848 unterstand. Die Farben Rot und Silber im Hauptfeld erinnern an die Grafen von Tattenbach, die von 1541 bis 1821 die bedeutendsten Hofmarksherren von Falkenberg waren. Schon zu Beginn des 15. Jahrhunderts sind die Tettenbeck (auch Tetenpeck, später Tattenbach) als Inhaber von Falkenberg belegt. Dieses Wappen wird seit 1976 geführt. | |

## Wirtschaft und Infrastruktur

### Wirtschaft einschließlich Land- und Forstwirtschaft
Die Gemeindesteuereinnahmen betrugen im Jahr 1999 umgerechnet 1.969.000 Euro, davon waren umgerechnet 686.000 Euro (netto) Gewerbesteuereinnahmen.
Im Jahr 1998 gab es nach der amtlichen Statistik im Bereich der Land- und Forstwirtschaft zehn, im produzierenden Gewerbe 737 und im Bereich Handel und Verkehr 40 sozialversicherungspflichtig Beschäftigte am Arbeitsort. In sonstigen Wirtschaftsbereichen waren am Arbeitsort 98 Personen sozialversicherungspflichtig beschäftigt. Sozialversicherungspflichtig Beschäftigte am Wohnort gab es insgesamt 1297. Im verarbeitenden Gewerbe gab es keine, im Bauhauptgewerbe 13 Betriebe. Zudem bestanden im Jahr 1999 224 landwirtschaftliche Betriebe mit einer landwirtschaftlich genutzten Fläche von 4333 Hektar, davon waren 3389 Hektar Ackerfläche und 944 Hektar Dauergrünfläche.

### Bildung
Im Jahr 1999 gab es folgende Einrichtungen:
- Kindergärten: 125 Kindergartenplätze mit 139 Kindern
- Volksschule: eine mit 19 Lehrern und 314 Schülern

## Persönlichkeiten

### Söhne und Töchter der Gemeinde
- Willi Baumeister (1927–1997), Bildhauer

### Mit der Gemeinde verbundene Persönlichkeiten
- Mia Goller (* 1978), Politikerin